# Seidlova cesta, Novo mesto
Seidlova cesta je ena od cest v Novem mestu. Od leta 1993 se ponovno imenuje po naravoslovcu in geologu Ferdinandu Seidlu. Cesta ima danes 59 hišnih številk, poteka pa od križišča pri Šmihelskem mostu do Ločenskega mosta. Med letoma 1930 in 1955 ta cesta že nosila enako ime, nato pa so jo preimenovali v Cesto herojev. V tem času se je po Seidlu imenovala kratka ulica od kavarne do frančiškanskega samostana, ki se danes imenuje Frančiškanski trg.